# Аверон-Бержель
Аверо́н-Берже́ль (фр. Avéron-Bergelle) — коммуна во Франции, находится в регионе Юг — Пиренеи. Департамент — Жер. Входит в состав кантона Эньян. Округ коммуны — Миранд.
Код INSEE коммуны — 32022.

## География
Коммуна расположена приблизительно в 600 км к югу от Парижа, в 115 км западнее Тулузы, в 45 км к западу от Оша.
На северо-востоке коммуны протекает река Дуз.

## Климат
Климат умеренно-океанический. Лето жаркое и немного дождливое, температура часто превышает 35 °С. Зимой часто бывает отрицательная температура и ночные заморозки. Годовое количество осадков — 700—900 мм.

## Население
Население коммуны на 2010 год составляло 154 человека.
| 1962 | 1968 | 1975 | 1982 | 1990 | 1999 | 2010 |
| ---- | ---- | ---- | ---- | ---- | ---- | ---- |
| 309  | 277  | 233  | 193  | 174  | 176  | 154  |

## Администрация
| Период | Период | Фамилия          | Партия        | Примечания |
| ------ | ------ | ---------------- | ------------- | ---------- |
| 2001   | 2014   | Франсис Пескиду  | Разные правые |            |
| 2014   | 2020   | Мишель Лартиголь |               |            |

## Экономика
В 2010 году среди 90 человек трудоспособного возраста (15-64 лет) 58 были экономически активными, 32 — неактивными (показатель активности — 64,4 %, в 1999 году было 74,4 %). Из 58 активных жителей работали 49 человек (24 мужчины и 25 женщин), безработных было 9 (3 мужчин и 6 женщин). Среди 32 неактивных 4 человека были учениками или студентами, 19 — пенсионерами, 9 были неактивными по другим причинам.

## Фотогалерея

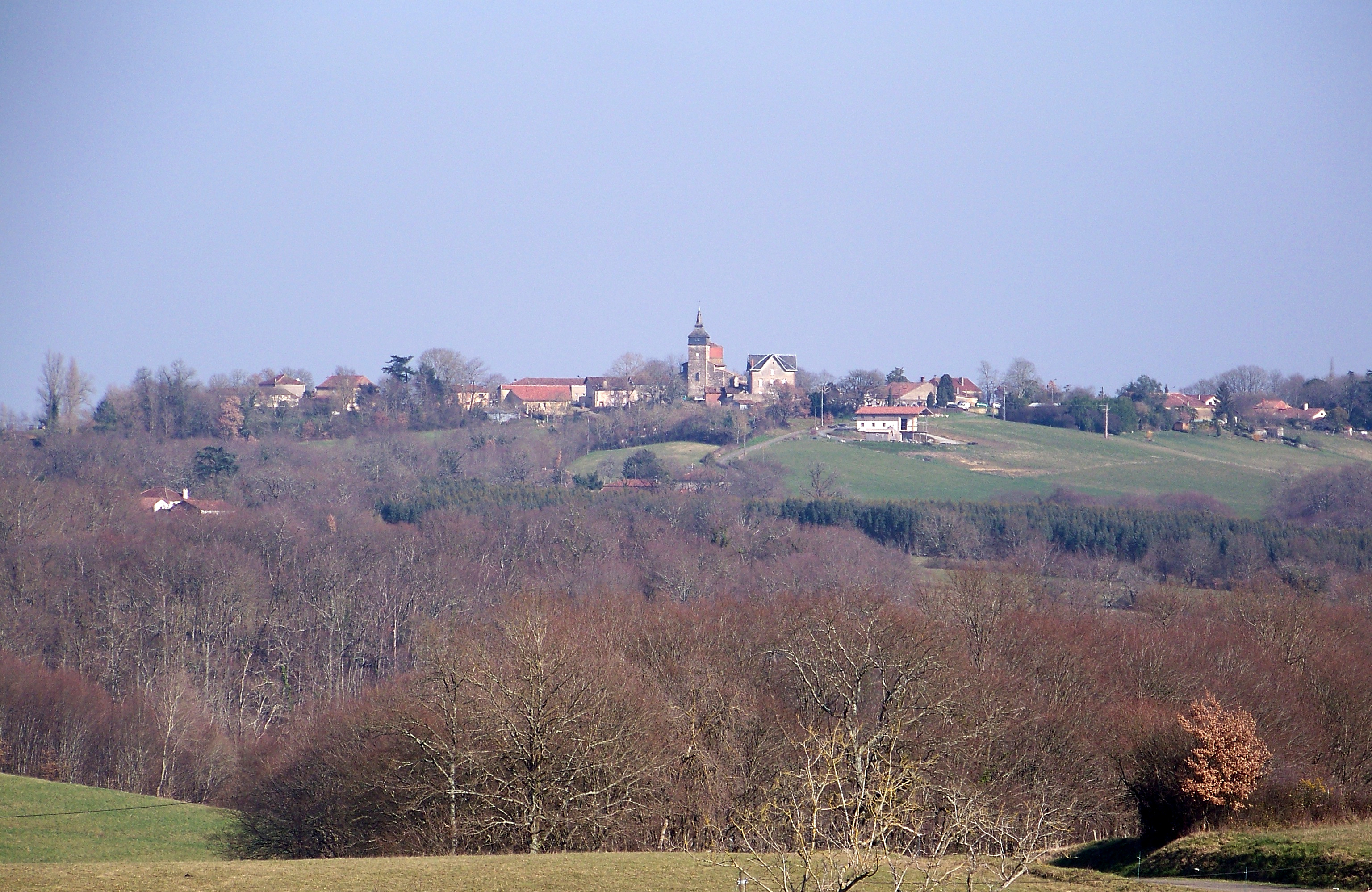
Аверон-Бержель
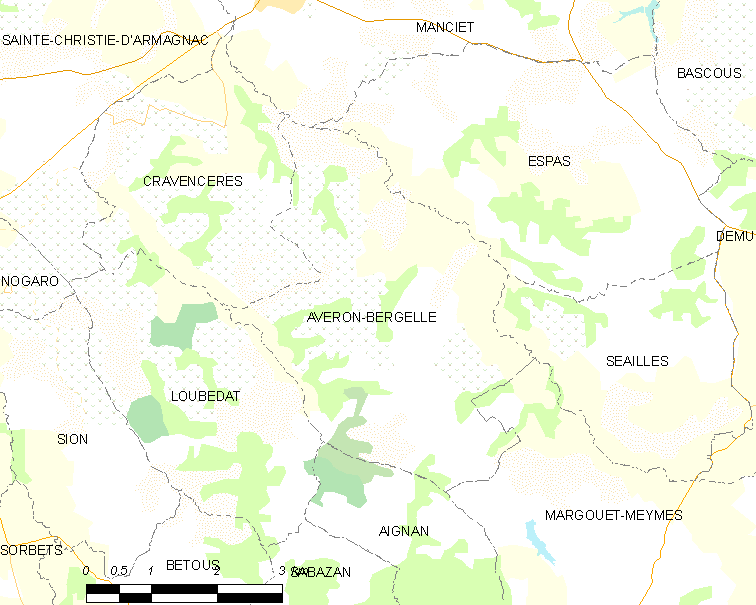
Карта коммуны